# Penitenciária de Segurança Máxima Doutor Romeu Gonçalves de Abrantes
A Penitenciária de Segurança Máxima Doutor Romeu Gonçalves de Abrantes, mais conhecida como PB1, é uma unidade prisional do sistema carcerário brasileiro que se localizada em João Pessoa. No ano de 2018, o presídio estava com sua lotação excedida em 4% — com capacidade para 654 presos, tinha 680 atrás das grades.

## Histórico
A penitenciária recebeu o nome do ex-deputado estadual Romeu Gonçalves de Abrantes, que foi ainda membro da defensoria Pública do Estado da Paraíba.